# Canadian Premier League
De Canadian Premier League (CPL) is de hoogste afdeling van het voetbal in Canada. De competitie werd opgericht in 2019 en staat onder toezicht van de Canadese voetbalbond. Anno 2024 bestaat de Canadian Premier League uit acht clubs.

## Geschiedenis
De Canadian Premier League werd in 2019 opgericht om het Canadese voetbal groeimogelijkheden te geven. Doordat de drie grootste Canadese teams (Vancouver Whitecaps, Toronto FC en CF Montréal) uitkomen in de door de Verenigde Staten gedomineerde Major League Soccer was er vraag naar een nationale Canadese competitie met een nadruk op de Canadese identiteit. Zo werd bij de oprichting van de CPL beslist dat de clubs voor minstens vijftig procent moeten bestaan uit spelers met een Canadese nationaliteit en moeten er tijdens een wedstrijd minstens zes Canadezen in de basis beginnen per elftal. Zo wordt de groei van Canadese voetballers bevorderd.
In het eerste seizoen (2019) telde de competitie zeven clubs. Sinds het seizoen 2020 spelen er in de CPL acht clubs.

## Competitie
De Canadian Premier League telt acht clubs. De competitie start in april en eindigt in oktober. Iedere club speelt achtentwintig wedstrijden, waarvan veertien thuiswedstrijden en veertien uitwedstrijden. Op het einde van het reguliere seizoen worden er play-offs gehouden om de uiteindelijke kampioen te bepalen.

### Andere competities
De teams uit de Canadian Premier League spelen tevens in de Canadian Championship, de nationale bekercompetitie. De wedstrijden worden gespeeld tegen de drie Canadese teams uit de MLS en de kampioen van Ontario en Quebec voor een plek in de CONCACAF Champions League.

## Teams

### Teams actief in het seizoen 2024
Laatste update op 14 juni 2024.
| Team                    | Plaats                     | Stadion                           | Capaciteit              | Opgericht               | Eerste seizoen          | Hoofdtrainer              |
| Canadian Premier League | Canadian Premier League    | Canadian Premier League           | Canadian Premier League | Canadian Premier League | Canadian Premier League | Canadian Premier League   |
| ----------------------- | -------------------------- | --------------------------------- | ----------------------- | ----------------------- | ----------------------- | ------------------------- |
| Atlético Ottawa         | Ottawa (Ontario)           | TD Place Stadium                  | 24.000                  | 2020                    | 2020                    | Carlos González           |
| Cavalry FC              | Foothills County (Alberta) | ATCO Field                        | 6.000                   | 2018                    | 2019                    | Tommy Wheeldon Jr.        |
| Forge FC                | Hamilton (Ontario)         | Tim Hortons Field                 | 23.218                  | 2017                    | 2019                    | Bobby Smyrniotis          |
| HFX Wanderers FC        | Halifax (Nova Scotia)      | Wanderers Grounds                 | 6.500                   | 2018                    | 2019                    | Patrice Gheisar           |
| Pacific FC              | Langford (Brits-Columbia)  | Starlight Stadium                 | 6.000                   | 2018                    | 2019                    | James Merriman            |
| Valour FC               | Winnipeg (Manitoba)        | IG Field                          | 33.000                  | 2017                    | 2019                    | Phillip Dos Santos        |
| Vancouver FC            | Langley (Brits-Columbia)   | Willoughby Community Park Stadium | 6.560                   | 2022                    | 2023                    | Afshin Ghotbi             |
| York United FC          | Toronto (Ontario)          | York Lions Stadium                | 4.000                   | 2018                    | 2019                    | Mauro Eustáquio (interim) |

### Voormalige teams
| Team                                | Plaats                              | Stadion                             | Capaciteit                          | Opgericht                           | Eerste seizoen                      | Laatste seizoen                     | Hoofdtrainer                        |
| Canadian Premier League (voormalig) | Canadian Premier League (voormalig) | Canadian Premier League (voormalig) | Canadian Premier League (voormalig) | Canadian Premier League (voormalig) | Canadian Premier League (voormalig) | Canadian Premier League (voormalig) | Canadian Premier League (voormalig) |
| ----------------------------------- | ----------------------------------- | ----------------------------------- | ----------------------------------- | ----------------------------------- | ----------------------------------- | ----------------------------------- | ----------------------------------- |
| FC Edmonton                         | Edmonton (Alberta)                  | Clarke Stadium                      | 5.100                               | 2010                                | 2019                                | 2022                                | Alan Koch (2022)                    |

## Kampioenen

### Winnaars kampioensplay-off
- 2019: Forge FC
- 2020: Forge FC
- 2021: Pacific FC
- 2022: Forge FC
- 2023: Forge FC

### Winnaars reguliere competitie
- 2019: Cavalry FC
- 2020: Cavalry FC
- 2021: Forge FC
- 2022: Atlético Ottawa
- 2023: Cavalry FC

2019 · 2020 · 2021 · 2022 · 2023 · 2024